# Me amarás
Me Amarás es el segundo álbum de estudio del cantante puertorriqueño Ricky Martin, lanzado al mercado por Sony Music Latin y Columbia Records el 25 de mayo de 1993. El álbum fue realizado y producido en Madrid, España por el desaparecido compositor y productor musical español Juan Carlos Calderón. El álbum además cuenta con 10 canciones.

## Lista de canciones
- Todas escritas y compuestas por Juan Carlos Calderón, excepto donde se indica.

| Me amarás |                                         | |                      |          |  |
| N.º       | Título                                  | Escritor(es)                                                                                                | Productor (es)       | Duración |  |
| 1.        | «No me pidas más»                       | Juan Carlos Calderón                                                                                        | Juan Carlos Calderón | 3:29     |  |
| 2.        | «Es mejor decirse adiós»                | Juan Carlos Calderón                                                                                        | Juan Carlos Calderón | 3:25     |  |
| 3.        | «Entre el amor y los halagos»           | Juan Carlos Calderón                                                                                        | Juan Carlos Calderón | 4:18     |  |
| 4.        | «Lo que nos pase, pasará»               | Juan Carlos Calderón                                                                                        | Juan Carlos Calderón | 3:53     |  |
| 5.        | «Ella es»                               | Juan Carlos Calderón                                                                                        | Juan Carlos Calderón | 4:42     |  |
| 6.        | «Me amarás»                             | Juan Carlos Calderón                                                                                        | Juan Carlos Calderón | 4:29     |  |
| 7.        | «Ayúdame»                               | Juan Carlos Calderón                                                                                        | Juan Carlos Calderón | 4:11     |  |
| 8.        | «Eres como el aire»                     | Juan Carlos Calderón                                                                                        | Juan Carlos Calderón | 4:06     |  |
| 9.        | «Qué día es hoy» (Self Control)         | Giancarlo Bigazzi · Steve Piccolo · Raffaele Riefoli Adapt: al español: Juan Carlos Calderón · Mikel Herzog | Juan Carlos Calderón | 4:26     |  |
| 10.       | «Hooray! Hooray!» (It's A Holi-Holiday) | Frank Farian · Fred Jay Adapt: al español: Leo Napi Parnaspo                                                | Juan Carlos Calderón | 3:11     |  |
| 39:50     |                                         | |                      |          |  |

© MCMXCIII. Sony Music Entertainment (México) S.A.

## Sencillos
- 1993: «Me amarás» (con vídeoclip)
- 1993: «Qué día es hoy» (con vídeoclip)
- 1993: «Es mejor decirse adiós»
- 1993: «Ayúdame»
- 1993: «Lo que nos pase, pasará»
- 1993: «Ella es»
- 1993: «Entre el amor y los halagos»
- 1994: «No me pidas más»

## Créditos y personal

### Músicos
- Ricky Martin - Voz
- Ruben Dantas - Percusión
- Alfredo Golino - Batería
- Carlos Vega - Batería
- John Robinson - Batería
- Juan Cerro - Guitarra Acústica
- Ludovico Vagnone - Guitarra Eléctrica
- Paolo Costa - Bajo
- Webo - Coros
- Andrea Bronston - Coros
- Mayte Pizarro - Coros
- Paola Repele - Coros
- Mary Jamison - Coros
- Eva Durán - Coros
- José Luis Medrano - Trompeta
- Lázaro Ordóñez - Trombón
- Sergio Lavandera - Saxofón
- Roberto Manzin - Saxofón
- Paulinho da Costa - Percusión
- K. C. Porter - Piano, Teclados
- Randy Kerber - Piano, Teclados
- Pablo Aguirre - Piano, Teclados & Programación

### Productores y técnicos
- Producido por: Juan Carlos Calderón
- Co-productor: Javier del Moral
- Arreglos y dirección: Juan Carlos Calderón, Carlos Toro, Carlos Villa, Alejandro Monroy, Andy Armer, Randy Kerber, K. C. Porter
- Programación: Pablo Aguirre
- Arreglos de coros: Maryní Callejo y Juan Carlos Calderón
- Ingenieros de grabación y mezcla: Paul McKenna y Benny Faccone
- Asistentes de grabación y mezcla: Pepe Fernández, Jim Champagne, Richard Huredia
- Estudios de grabación: Capitol Recording Studios, Conway Recording Studios, Hollywood, CA, USA, The Hit Factory, Nueva York, USA, Winsonic Process Studios, West Hollywood, CA, USA, Estudios Sonoland, Torresonido, Eurosonic, Madrid, España
- Mezclado en: The Hit Factory, Nueva York, USA
- Masterizado: Bernie Grundman, Los Ángeles, California, USA.

### Arte y diseño
- Jorge Represa - Fotografía
- Eddie Saeta - Fotografía

## Posiciones
| Lista (1993)                    | Máxima posición |
| U.S. Billboard Latin Pop Albums | 24              |
| ------------------------------- | --------------- |

- Datos: Q653557